# 關渡媽祖石
25°07′32″N 121°27′50″E / 25.125595°N 121.463902°E
關渡媽祖石，是一顆位於臺灣新北市淡水區關渡埔頂（福德里）竹圍國小自強分校內的安山岩巨石，有與關渡宮媽祖相關的傳說，列新北市古蹟。

## 樣貌

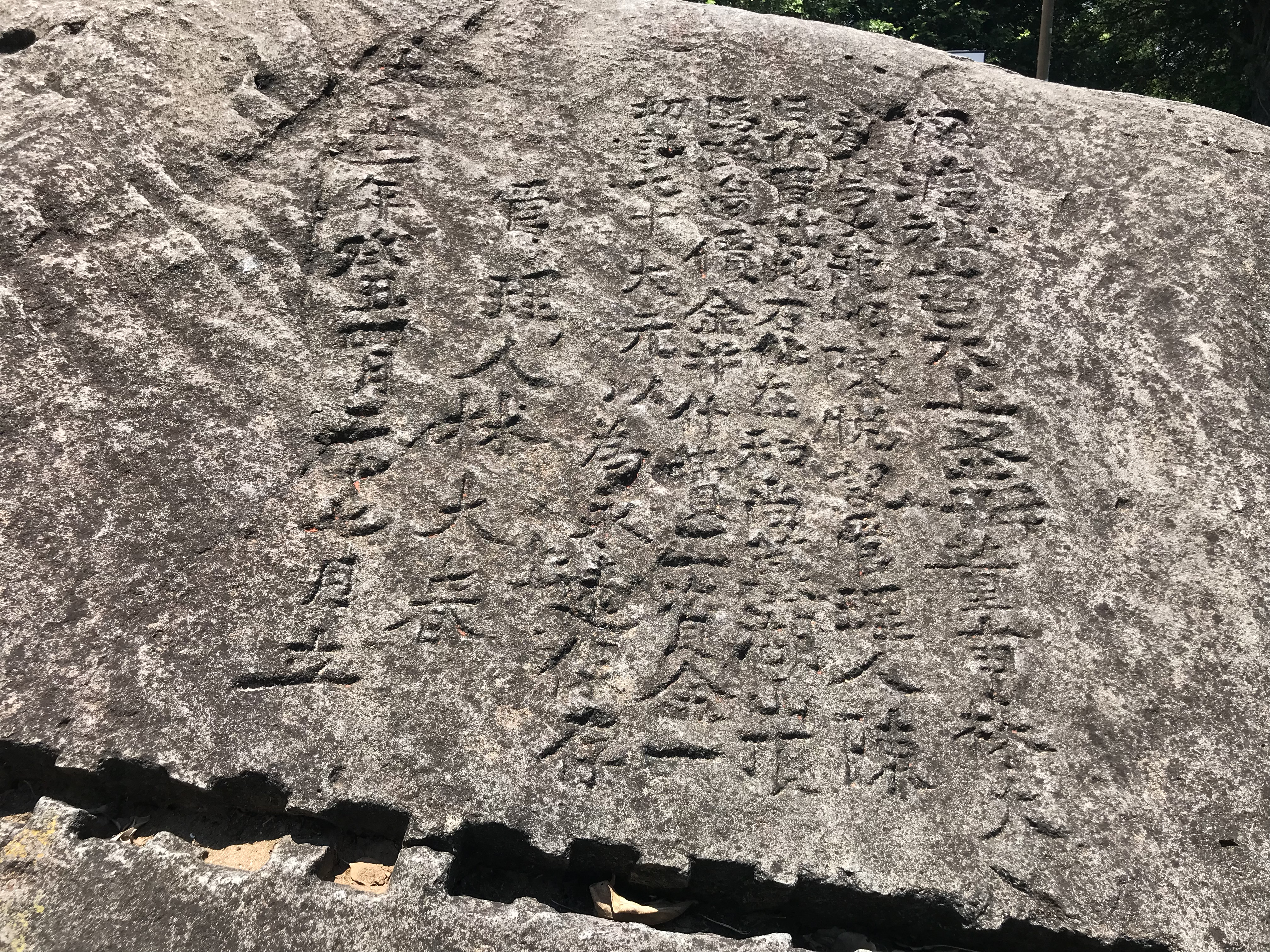
買賣紀錄刻字

關渡媽祖石所在地的淡水區福德里居高臨下，位於臺2線舊線上面的半山腰，可眺望關渡大橋及淡水河口。
關渡媽祖石分為三面，腰圍15公尺，高度2公尺20公分。據淡水學學術研討會，此石質地為大屯山的安山岩。因相傳這石塊與關渡宮地表相連，地方遂稱為「媽祖石」。居民將此石視為石頭公，認為十分靈驗。
中秋節時，人們會來自強分校校園賞月，這塊大石頭更是話題焦點。附近居民還相傳這石是顆殞石，且當初掉落時剛好砸死一名和尚，所以本地才會稱為「和尚墓」。《淡水廳志》則載嘉慶二十二年（1817年）十二月，有民眾聽到巨石墜地發出的巨響。

## 保存
日治時期，相傳包商陳悅記的工人要開鑿媽祖石作關渡隧道所需的石材時，關渡宮發生震動，因此保存下來。1913年，關渡宮董事管理員林大春，將此石以70圓從陳悅記管理員陳曰仁買下時，大石上便刻寫「關渡祖宮天上聖母董事林大春向大龍峒陳悅記管理人陳曰仁買此石址在和尚墓湖山頂馬路邊價金並什費工資一切記七十大元以為永久保存管理人林大春大正二年癸丑四月二十七日立」。

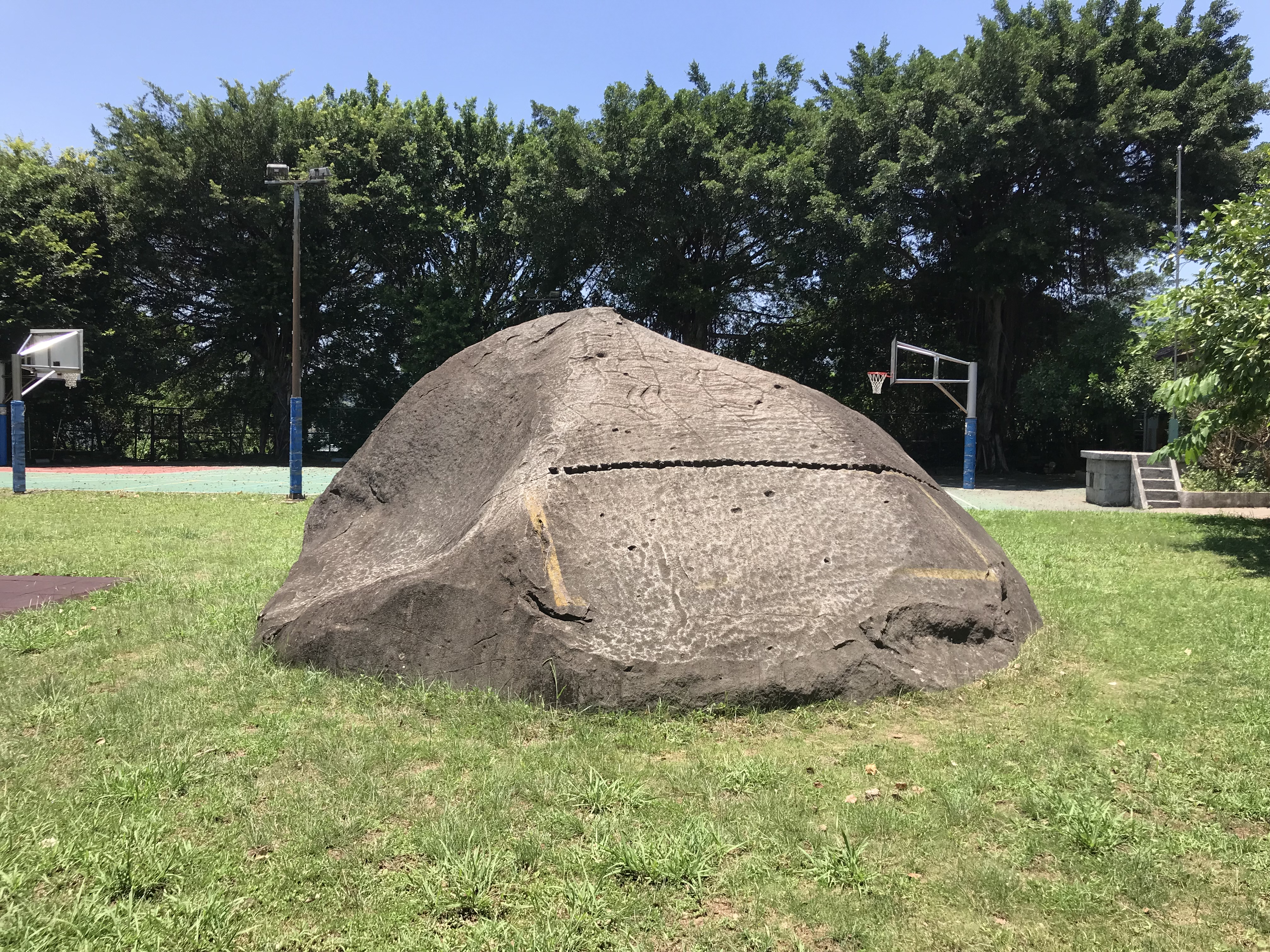
原寫「堂堂正正的中國人」之面

戰後時期，媽祖石對面興建自強新村眷村。此石曾被漆上「堂堂正正的中國人」。1962年，應自強新村住戶需求，在巨石所在地興建竹圍國小自強分校。校方原本以阻礙學生活動為由，想將它移走，但從地方人知道這是顆奇石，所以打消念頭。
桂竹文史工作室的吳春和等認為媽祖石可做為竹圍庄的精神象徵，想申列入文化資產。2001年5月28日，台北縣政府文化局人員到此會勘。次年3月初，專家學者舉行評鑑會後，與會者因石上刻文有史蹟意義，大都傾向將列為縣定古蹟，永久保存。
2002年，隨著自強新村將土地歸還原地主中油公司而消失，自強分校也因校地同屬於中油而計畫拆遷。直到2017年11月16日，新北市都委會以保存媽祖石作附帶條件，通過將自強分校遷至附近的公園用地。